# سسک گلوسفید معمولی

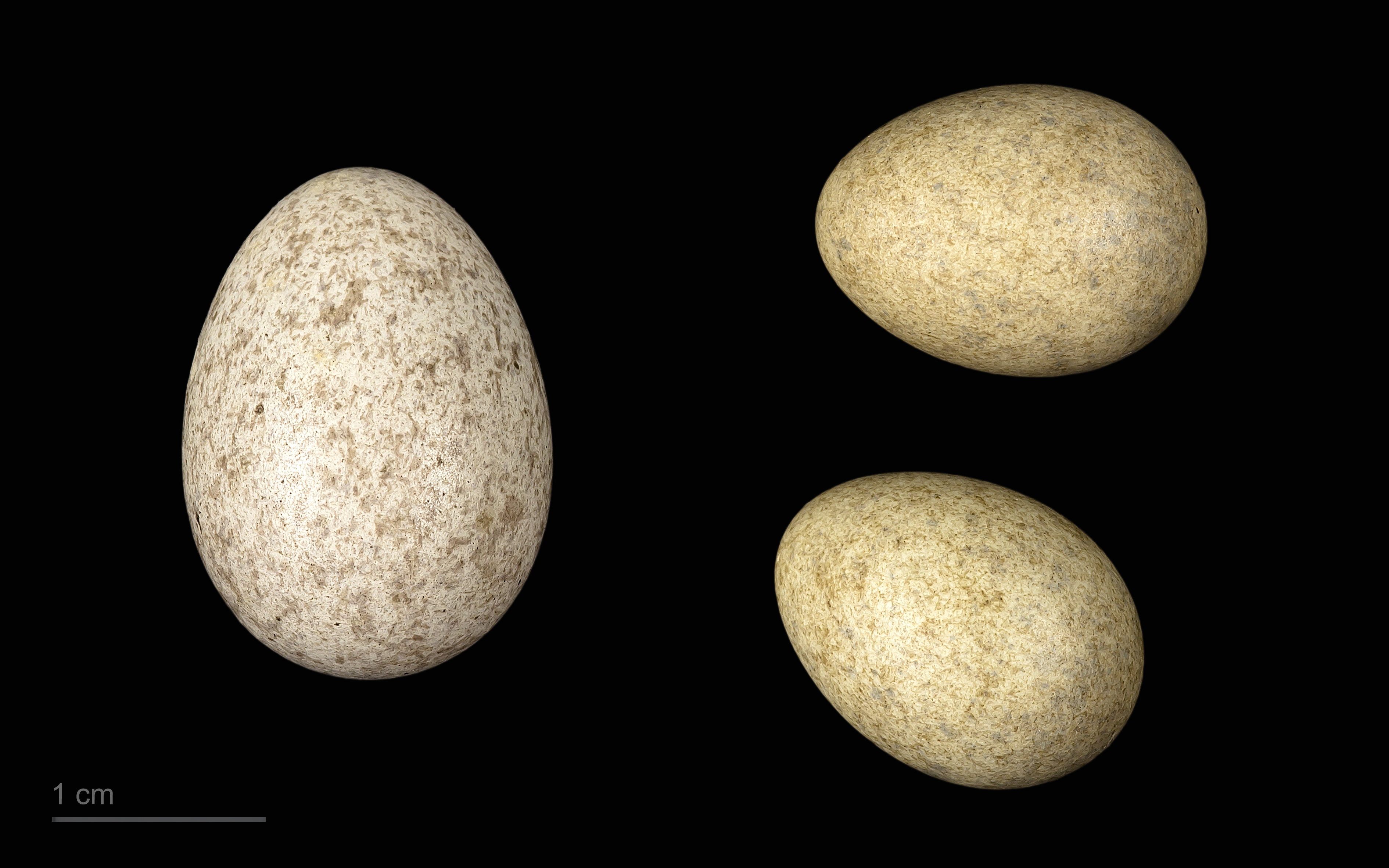
Cuculus canorus canorus + Sylvia communis

سسک گلوسفید معمولی یا سسک گلوسفید بزرگ (نام علمی: Sylvia communis) نام یک گونه از سرده سسک‌های نمادین است.